# Die schönste Soirée meines Lebens
Die schönste Soirée meines Lebens (La più bella serata della mia vita) ist eine Filmkomödie und -groteske des italienischen Regisseurs Ettore Scola aus dem Jahre 1972. Sie entstand als italienisch-französische Koproduktion und ist eine freie Interpretation von Friedrich Dürrenmatts Erzählung Die Panne. Scola inszenierte einen „gespielten“ Gerichtsprozess gegen einen Vertreter des als gierig begriffenen Bürgertums, der sich keiner Schuld bewusst ist. Neben dem Italiener Alberto Sordi wirkten die französischen Altdarsteller Michel Simon, Charles Vanel und, in seiner letzten Rolle, Pierre Brasseur mit. Der Hauptteil der Handlung ist in den Schweizer Alpen angesiedelt, gedreht wurde jedoch auf der Burg Taufers in Südtirol. Weitere Schauplätze waren Chiasso und Lugano.

## Handlung
Der italienische Geschäftsmann Rossi kommt zu spät in Lugano an. Da die Bank schon geschlossen hat, fährt er mit einer Tasche Schwarzgeld weiter. Dabei jagt er mit seinem Maserati einer geheimnisvollen, schönen Motorradfahrerin hinterher, bis der Wagen auf einer abgelegenen Alpenstraße eine Panne hat. Vom aufkreuzenden Kutscher wird er zum Schloss des Grafen de La Brunetière gefahren. Dort gerät er in die Gesellschaft des Grafen sowie des Richters Lutz, Staatsanwalts Zorn und Gerichtsschreibers Bouisson; der Kutscher erweist sich als Pilet, ehemaliger Henker. Zum Zeitvertreib spielen die pensionierten Juristen alte Fälle neu durch und laden Rossi als Angeklagten zu einem Abendessen ein. Das Dienstmädchen Simonetta bringt die Speisen und Pilet schenkt ein.
Vor der Runde breitet der redselige Rossi sein Leben aus, wofür ihn sein „Verteidiger“, der Graf, als schwierigen Klienten tadelt. Denn damit hat er dem „Staatsanwalt“ Zorn Angaben geliefert, die dieser gegen ihn verwendet. Rossi betrachtet sein Handeln, mit dem er aus einfachen Verhältnissen in eine höhere Stellung aufgestiegen ist, als in Italien gesellschaftlich üblich und daher nicht unmoralisch. Der „Staatsanwalt“ entwickelt eine gewagte Theorie, wonach Rossi absichtsvoll planend die Ehefrau seines ehemaligen Vorgesetzten verführt, dessen Tod durch Herzanfall provoziert und innerhalb der Firma intrigiert habe. Der Graf versucht zu Rossis Verteidigung, ihn als ungebildeten Kleinbürgerlichen darzustellen, doch Rossi weist diese Sicht zurück und gesteht, dass der Ankläger mit seiner Theorie weitgehend richtig liegt. Nachdem der Richter das Todesurteil verlesen hat, stößt man mit Champagner auf die abgeschlossene Verhandlung an, und Rossi ist höchst belustigt über den gelungenen Abend. Ins Bett gebracht, erfüllt sich seine Erwartung auf eine „letzte Nacht“ mit Simonetta nicht. Stattdessen hat er einen furchtbaren Traum, in dem ihn die Motorradfahrerin zum Schafott führt und das Urteil in Anwesenheit aller vollstreckt wird. Am Morgen bekommt er vom Schreiber, der sich als Rezeptionist des Hotels zu erkennen gibt, eine Rechnung präsentiert für das Essen, die Weine, den Prozess und geliehene Kostüme. Man händigt ihm die Schriftrolle mit dem Todesurteil aus und zum Abschied spielt im Schlosshof ein Schweizer Trachtenverein auf. Bei seiner Rückfahrt mit dem Maserati über die Alpenstraße taucht die Motorradfahrerin wieder auf und lenkt ihn zu einer nicht fertiggestellten Brücke. Die Schriftrolle rutscht unter das Bremspedal, so dass er in die Tiefe stürzt. Der Sturz erfolgt in Zeitlupe: Die Motorradfahrerin nimmt ihren Helm ab und Rossi erkennt Simonetta. Er bricht in ein langes Gelächter aus, bis er aufprallt.

## Themen
Die schönste Soirée meines Lebens führte einen neuen Ton in Scolas Werk ein, „düsterer und ernster“ als zuvor. Die Komödienform erhielt groteske Züge, die Komik wurde „ausgesprochen bitter“, als Ergebnis einer „Ernüchterung gegenüber den Versprechen des Wirtschaftswunders“. Scola war als Kommunist enttäuscht, dass sich die sozialen Utopien früherer Jahre verflüchtigt hatten und in der italienischen Gesellschaft „Materialismus und Gier“ vorherrschten. Scola erklärte, in diesem Film dem bürgerlichen Aufsteiger, der Privilegien sammelt, den Prozess machen zu wollen. „Das ist ein egoistischer Mensch, ein Konservativer, ein Ausbeuter, ein Steuerhinterzieher, gierig, bestechlich und bestechend“. Aufgrund des historischen Determinismus in der marxistischen Theorie, die einen Niedergang des Bürgertums voraussagte, nannte Scola als weitere Verfehlung des Protagonisten, dass dieser sich seiner Ewigkeit sicher sei, obwohl sich seine historische Rolle dem Ende zuneige. In der Schlussszene sterbe er „munter, lachend und spottend, immer noch stolz auf seine «Unsterblichkeit»“. Nach Cornand (1979) verdankt er seinen Aufstieg „der Lüge, dem Zynismus, dem Egoismus“ und sei damit eines der „neuen Monster“, auf die Scola fünf Jahre später in Viva Italia (I nuovi mostri, 1977) wieder zu sprechen kam. Auch wenn Rossi wegen eines Verbrechens verurteilt werde, das er nicht begangen hat, könnte er vor einem moralischen Tribunal wegen etlicher anderer Taten belangt werden. Der Film enthalte einen Tadel an einer Gesellschaft, die einem wie Rossi so viel Selbstgewissheit verleihe, dass er mit Ironie, Heiterkeit und Jovialität andere für sich einnehmen könne. Arrogant seien aber auch seine Ankläger und Richter, die sich dank ihrer sozialen und verbalen Überlegenheit das Recht anmaßten, fehlerhaft zu urteilen.

## Zeitgenössische Kritiken
Für den Corriere della Sera war es ein „gut konstruierter Film, unterhaltsam von vorn bis hinten“, in dem Scola alle grotesken Motive und satirischen Spitzen Dürrenmatts gekonnt vereinigt und an Alberto Sordis inzwischen klassische Figur des Spießers, Schmeichlers und Lügners anpasst habe. Unbeschadet einiger schwächerer Momente halte die Erzählung den langen Prozess fest zusammen, der im theatralischen Stil gemacht, aber mit köstlichen Dialogstellen geschmückt sei.
Laut der Revue de Cinéma biete die Struktur von Dürrenmatts Panne einen hervorragenden Rahmen, um die Geständnisse des Protagonisten einzubetten. Es gebe viel Humor, Boshaftigkeit und Ironie, häufig Augenblicke von erstaunlicher dramatischer Dichte, die aber stellenweise abfalle. Besonders komisch gerate der Film, wenn er am Bild der Schweiz kratze. Oft würden Rossi wie auch der Zuschauer im Unklaren gelassen, wo die Grenzen des Spiels liegen, und man könne zu einer Selbstbefragung verleitet werden, denn „wir alle haben Leichen im Keller“, wie es der Ankläger im Film formuliert. „Der Film selbst ist eine heftige und erbitterte Anklage, und seine Kraft rührt von der Mischung der Tonlagen und Genres“. Positif nannte Scolas Film „unverzichtbar für alle, die das Kino für seine Schauspieler lieben.“ Das sei aber der einzige Grund, diesen Film zu empfehlen, der in einem verstaubten Stil gemacht sei und langweile.
In der Zoom hieß es, Scola verkehre die Quintessenz der literarischen Vorlage: Bei Dürrenmatt erfahre der Protagonist eine innere Wandlung, so dass er sich selbst bestraft, im Film erlange er keine Einsicht und werde vom Tribunal bestraft. Fungierten die Gerichtsherren in der Erzählung als „Instanzen des Gewissens“, erschienen sie nun „als sinnlose Schemen eines absurden Theaters“. Doch ausgerechnet im „schwerfälligen, dramaturgisch in keiner Weise aufgelösten Mittelteil“ halte sich Scola genau an den literarischen Text. Leider sei Scola keine überzeugende neue Schöpfung gelungen, sondern die Verfilmung „gründlich missraten“.

## Spätere Kritiken
In der Cinema hieß es, die „vielschichtige Inszenierung“ gehe über ein Kammerspiel hinaus, sie sei „ein raffinierter, toll gespielter Mix aus Drama, Komödie, Psychothriller und Krimi.“ Fazit: „Eine ironische Parabel mit Biss und Witz“.
Das Resümee im Lexikon des internationalen Films lautet: „Tragikomödie frei nach Dürrenmatts ‚Die Panne‘, die sich zunehmend zu einer Groteske mit satirischen Zügen entwickelt; die Durchdringung psychologischer und ethischer Fragen wird in einen historisch-realistischen Rahmen gestellt“.

## Synchronisation
Der Film wurde 1989 vom Fernsehen der DDR – Studio für Synchronisation synchronisiert.
| Rolle                 | Darsteller      | Synchronsprecher     |
| --------------------- | --------------- | -------------------- |
| Alfredo Rossi         | Alberto Sordi   | Bert Franzke         |
| Staatsanwalt Zorn     | Michel Simon    | Jochen Thomas        |
| Graf de La Brunetière | Pierre Brasseur | Gerhard Paul         |
| Simonetta             | Janet Ågren     | Heidrun Bartholomäus |